# Oebarina tristis
Oebarina tristis là một loài bọ cánh cứng trong họ Cerambycidae.